# ترشاب (خاش)
ترشاب (خاش)، روستایی از توابع بخش مرکزی شهرستان خاش در استان سیستان و بلوچستان ایران است.

## جمعیت
این روستا در دهستان سنگان قرار دارد و براساس سرشماری مرکز آمار ایران در سال ۱۳۸۵، جمعیتِ آن ۸۵۴ نفر (۱۸۸خانوار) بوده‌است. ساکنان این روستا از قوم بلوچ و اکثریت  از طایفه ترشابی هستند که به دین اسلام و مذهب اهل تسنن گرایش دارند.
اهالی این روستا علاوه بر زبان بلوچی به گویش  پارسیوانی
نیز صحبت می کنند که در آن واژه‌های پهلوی و اوستایی وجود دارد.

## فرهنگ و پیشینه
به گفته کارینا جهانی زبان‌شناس و ایران‌شناس سوئدی، استاد دانشگاه اوپسالا و رئیس بخش زبان‌های ایرانی، ترشابی ها و طوایف بلوچ ساکن در کوه تفتان در گذشته پیرو آیین زرتشت بوده و به همین علت گویش پارسیوانی که یکی از گویش های زرتشتی و اوستایی است را حفظ کرده و علاوه بر زبان بلوچی به آن تکلم می کنند.

ایرج افشار در کتاب بلوچستان و تمدن ديرينه آن با اشاره به تعدادی از طوایف بلوچ که هنوز سنت های پیش از اسلام را حفظ کرده و به آن پایبند هستند، از جمله سوگند نال (نوعی سوگند برای اثبات بی گناهی با عبور از آتش) بازمانده از دوران باستان و سیاوش که در میان بلوچ های اطراف تفتان رایج است و علاوه بر به زبان بلوچی به گویش پارسیوانی نیز صحبت می کنند.